# Crni Kal
Crni Kal – wieś w Chorwacji, w żupanii licko-seńskiej, w mieście Senj. W 2011 roku liczyła 72 mieszkańców.